# وای‌وای. کام
وای‌وای.کام (چینی: 语音) شرکت فناوری اطلاعات چینی است، که در سال ۲۰۱۲ تأسیس شد.